# لاغرزهي
لاغرزهي (بالفارسية: لاغرزهی) هي قرية تقع في منطقة بولان في إيران. يقدر عدد سكانها بـ 185 نسمة بحسب إحصاء 2016.